# Tulasnella lilacina
Tulasnella lilacina é uma espécie de fungo pertencente à família Tulasnellaceae.